# Ulica Kredytowa w Warszawie

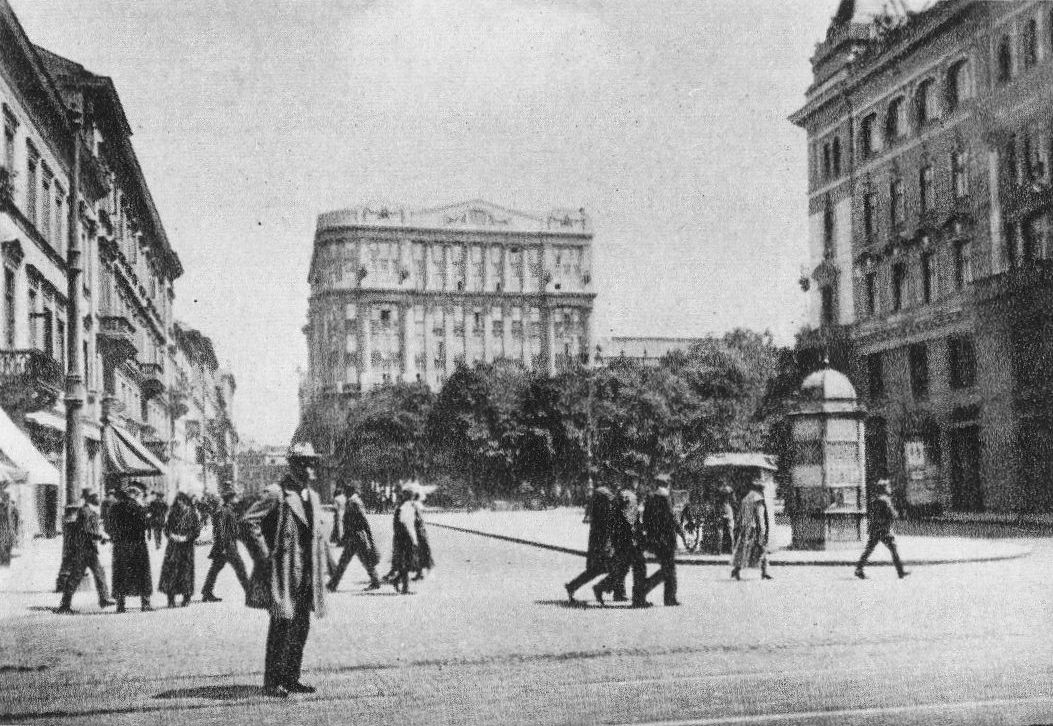
Ulica Kredytowa przy ul. Marszałkowskiej przed 1939

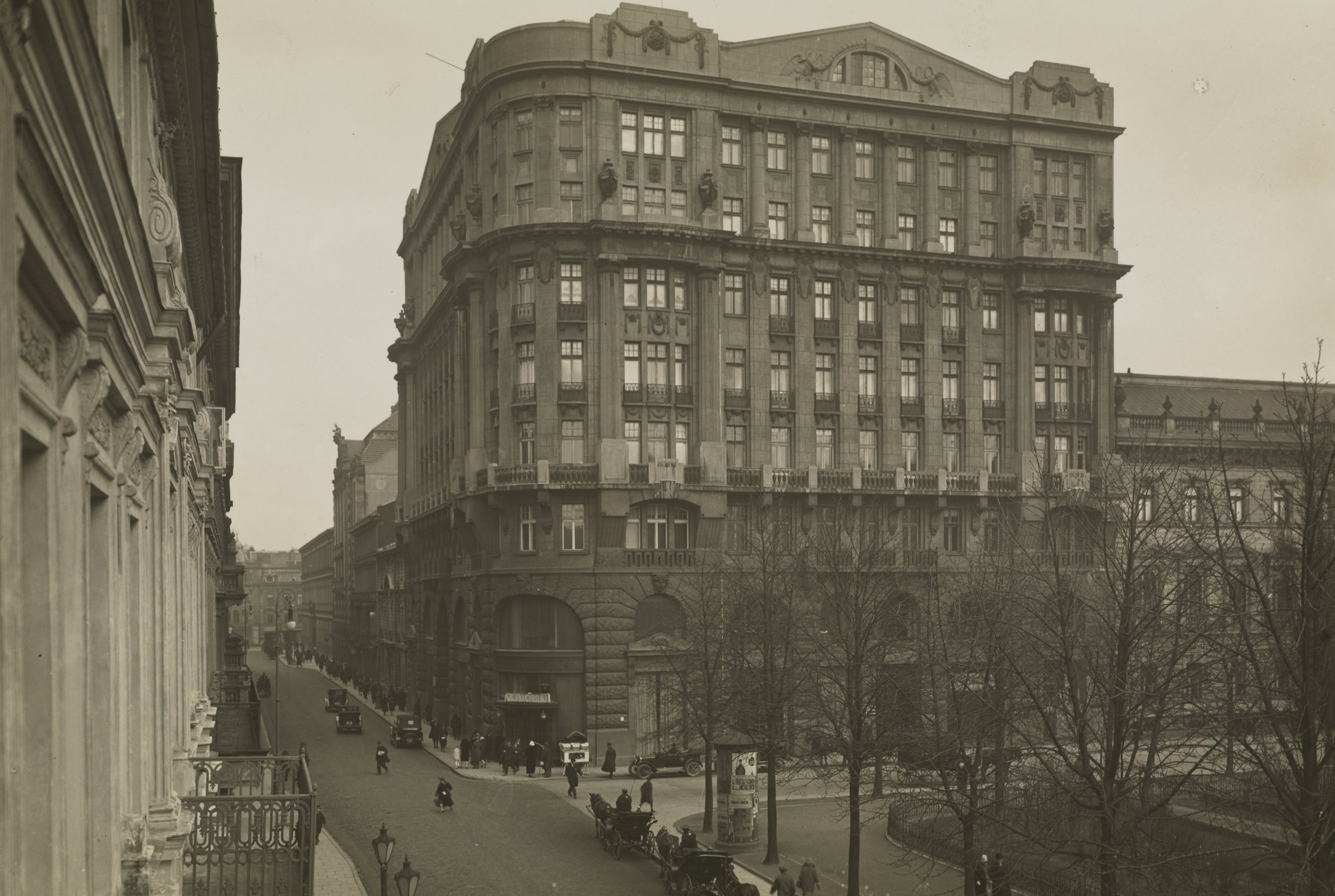
Wschodni odcinek ulicy w latach 30. XX wieku, po prawej kamienica Goldstanda

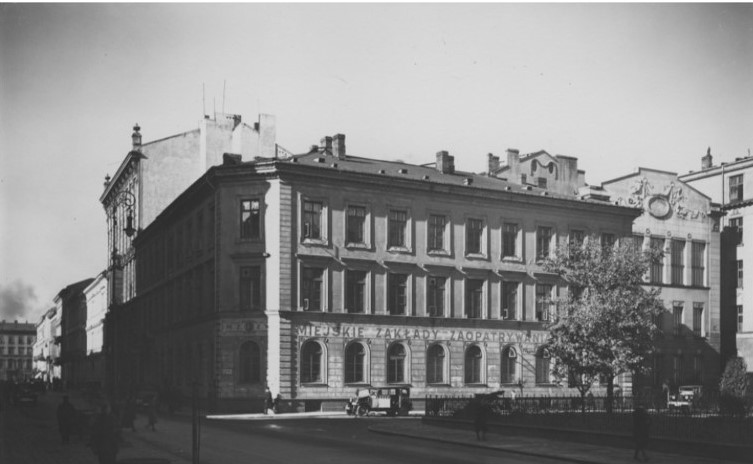
Fragment północnej pierzei ulicy przed 1939, na pierwszym planie nieistniejąca obecnie kamienica nr 2, siedziba m.in. Gimnazjum Żeńskiego im. Królewny Anny Wazówny

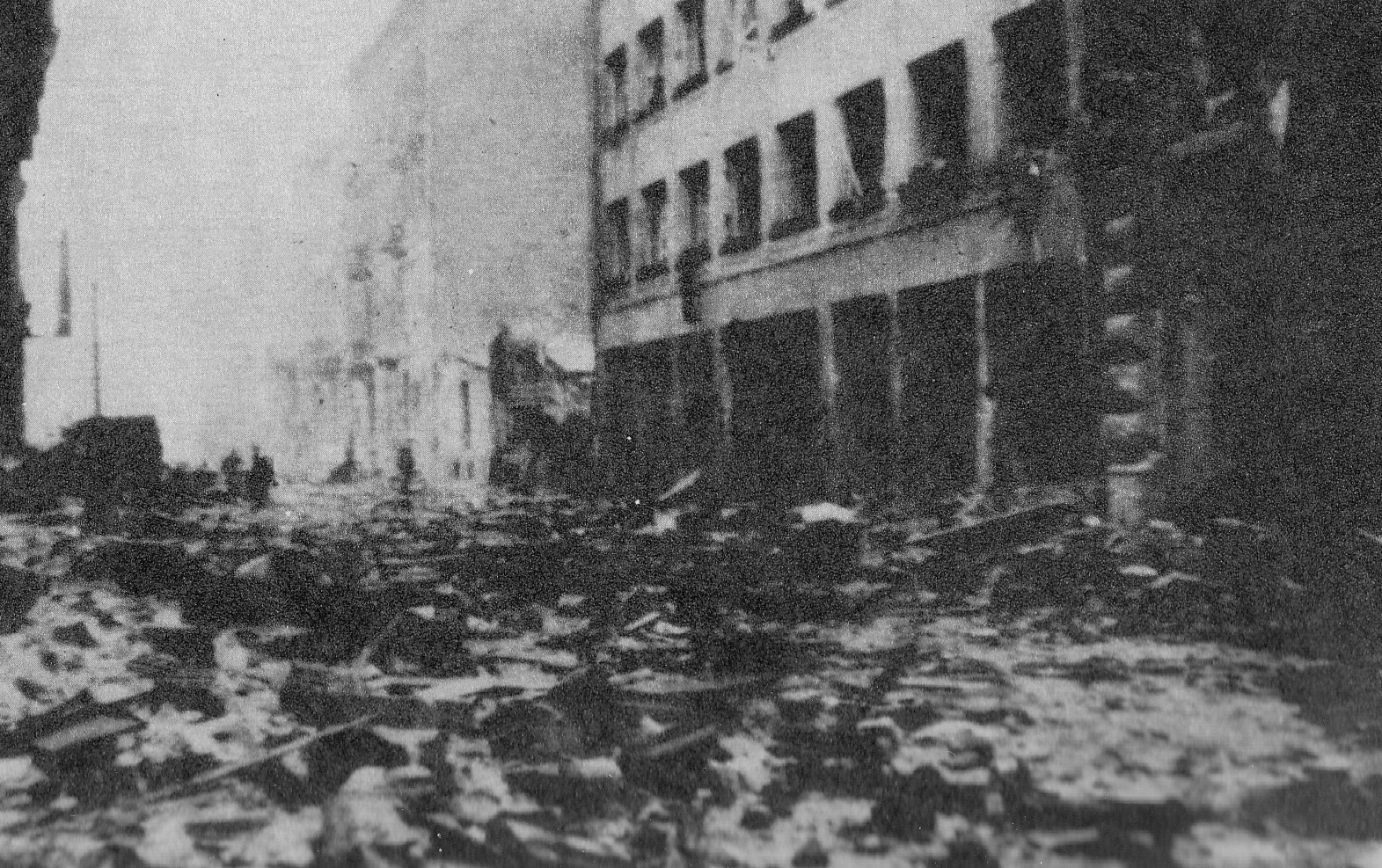
Ulica w czasie powstania warszawskiego

Ulica Kredytowa – ulica w dzielnicy Śródmieście w Warszawie.

## Opis
Ulica powstała na gruntach należących od 1843 do Banku Polskiego (tzw. Łubieńszczyzny). Miała ułatwić ich parcelację i zabudowę. W 1851 magistrat podpisał z bankiem porozumienie, zobowiązując się wybrukować zaprojektowaną ulicę, łączącą ul. Mazowiecką z ul. Marszałkowską. Bank z kolei odstąpił miastu pas gruntu niezbędny do poszerzenia ul. Marszałkowskiej. Zachodni odcinek nowej ulicy wytyczono jako styczny i równoległy do ul. Próżnej, w wyniku czego powstał szeroki przesmyk między pl. Zielonym (Dąbrowskiego) a ul. Marszałkowską.
Ulica została przeprowadzona w 1852 lub 1853. Pierwotnie nosiła nazwę Nowa (według innego źródła Nowopróżna). Około 1865 zmieniono jej nazwę na Erywańska, dla upamiętnienia namiestnika Królestwa Polskiego Iwana Paskiewicza (hrabiego Erywańskiego).
Przeprowadzenie ulicy umożliwiło Bankowi Polskiemu parcelację Łubieńszczyzny. Z 12 frontowych działek budowlanych jedną, przylegającą do terenu kościoła Świętej Trójcy, przekazano gminie ewangelicko-augsburskiej za odstąpienie pod budowę ulicy części placu, na którym od ok. 1750 znajdowała się należąca do gminy kamienica nazywana Czerwonym Pałacem. Nowa ulica szybko się zabudowywała. W latach 1853–1858 w miejscu po rozebranym Czerwonym Pałacu wzniesiono gmach Towarzystwa Kredytowego Ziemskiego. W latach 1853–1887 gmina ewangelicko-augsburska zabudowała swoją posesję kilkoma budynkami, m.in. w jednym z nich mieścił się dom starców. W 1879 poszerzono wylot Erywańskiej na ul. Marszałkowską. Około 1910 ulica była już w całości zabudowana. Stała się ulicą reprezentacyjną, m.in. miejscem siedzib organizacji społecznych, towarzystw i klubów.
W 1916 zmieniono nazwę ulicy na obecną, pochodzącą od gmachu Towarzystwa Kredytowego Ziemskiego.
W 1924 w kamienicy nr 2 rozpoczęło działalność Gimnazjum Żeńskie im. Królewny Anny Wazówny Zboru Ewangelicko-Augsburskiego. Na początku lat 30. w kamienicy nr 14 mieściło się kino „Opieka”, które w 1932 zastąpił Teatr na Kredytowej, w latach 1933−1934 teatr Rozmaitości II, następnie do 1935 operetka, a latach 1935−1939 teatrzyk rewiowy Cyrulik Warszawski. Krótko przed wybuchem II wojny światowej w jego miejscu otwarto kino „Olza”. W czasie okupacji niemieckiej w budynku w 1940 rozpoczął działalność koncesjonowany teatr Komedia prowadzony przez Igo Syma.
Zabudowa ulicy ucierpiała w czasie obrony Warszawy we wrześniu 1939. W czasie powstania warszawskiego ulica była miejscem walk, m.in. o gmach Towarzystwa Kredytowego Ziemskiego, w którym od lata 1943 mieściła się główna siedziba warszawskiego Arbeitsamtu (niemieckiego urzędu pracy); ruiny gmachu, skutecznie bronione przez żołnierzy ze zgrupowania „Bartkiewicza”, pozostawały do października 1944 częścią głównej linii polskiej obrony śródmieścia od strony wschodniej). Ulicę przegrodzono dwiema barykadami. W czasie powstania zburzono całkowicie kilka budynków, a kilka innych spłonęło.
Po wojnie część obiektów przy znajdujących się przy ulicy odbudowano. W latach 50. wylot Kredytowej na ul. Marszałkowską został przegrodzony wysokim budynkiem mieszkalnym, w którego parterze na osi ulicy pozostawiono jedynie przejście dla pieszych. Jej przedwojenna, zwarta zabudowa została skrócona o ok. połowę, do wylotu na pl. Dąbrowskiego. Po stronie parzystej (północnej) została zakończona sześciokondygnacyjnym budynkiem mieszkalnym pod numerem 8, który w 1959 jako pierwszy uzyskał tytuł Mistera Warszawy.
W drugiej połowie XX w. w narożnej kamienicy Goldstanda przy pl. Dąbrowskiego mieściła się księgarnia Wydawnictw Szkolnych i Pedagogicznych, w związku z czym w jej okolicach, w tym na ulicy Kredytowej, prowadzono handel używanymi podręcznikami. Nieoficjalnie mówiono o Centralnym Bazarze Podręczników Szkolnych. Funkcjonował on jeszcze w pierwszej dekadzie XXI w., już po likwidacji księgarni.
W 1994 u zbiegu z ul. Mazowiecką odsłonięto głaz na cokole z tablicą upamiętniającą powstańców ze zgrupowania „Bartkiewicza”.
W 2012 wszystkie budynki z numeracją ulicy Kredytowej, z wyjątkiem bloku mieszkalnego pod numerem 2, ujęto w gminnej ewidencji zabytków (w tym również budynki już wcześniej wpisane do rejestru zabytków).

## Ważniejsze obiekty
- Gmach Towarzystwa Kredytowego Ziemskiego, siedziba Państwowego Muzeum Etnograficznego
- Kościół Świętej Trójcy
- Gmach Zarządu Towarzystwa Zakładów Gazowych
- Pałacyk Klubu Warszawskiego Towarzystwa Myśliwskiego
- Kamienica Goldstanda

## Obiekty nieistniejące
- Kamienica Hersego